# Lista tomów serii Berserk
Ten artykuł zawiera listę tomów serii Berserk autorstwa Kentarō Miury, ukazywanej w magazynie „Gekkan Animal House” w latach 1989–1992, a następnie w czasopiśmie „Young Animal” od 1992 roku. Od końca lat 2000. manga była publikowana nieregularnie, z częstymi przerwami aż do śmierci Miury w 2021 roku. Od tego czasu seria jest nadzorowane przez jego przyjaciela, Kōjiego Moriego, i rysowana przez Studio Gaga, składające się z asystentów i praktykantów Miury. Pierwszy tom tankōbon ukazał się 26 listopada 1990, według zaś stanu na 29 września 2023, do tej pory wydano 42 tomy.
Polski przekład mangi w tłumaczeniu Pawła Dybały ukazuje się nakładem wydawnictwa Japonica Polonica Fantastica od października 2014.
| Nr | Język japoński       | Język japoński         | Język polski     | Język polski           |
| Nr | Data wydania         | ISBN                   | Data wydania     | ISBN                   |
| --- | -------------------- | ---------------------- | ---------------- | ---------------------- |
| 1 | 26 listopada 1990    | ISBN 978-4-59-213574-6 | październik 2014 | ISBN 978-83-7471-451-8 |
| Lista rozdziałów - Czarny Szermierz (jap. 黒い剣士 Kuroi kenshi) - Piętno (jap. 烙印 Rakuin) - Aniołowie strzegący pragnień, część 1 (jap. 欲望の守護天使(1) Yokubō no shugotenshi (1)) |                      |                        |                  |                        |
| 2 | 26 lutego 1991       | ISBN 978-4-59-213575-3 | grudzień 2014    | ISBN 978-83-7471-452-5 |
| Lista rozdziałów - Aniołowie strzegący pragnień, część 2 (jap. 欲望の守護天使(2) Yokubō no shugotenshi (2)) - Aniołowie strzegący pragnień, część 3 (jap. 欲望の守護天使(3) Yokubō no shugotenshi (3)) |                      |                        |                  |                        |
| 3 | 25 października 1991 | ISBN 978-4-59-213576-0 | marzec 2015      | ISBN 978-83-7471-453-2 |
| Lista rozdziałów - Aniołowie strzegący pragnień, część 4 (jap. 欲望の守護天使(4) Yokubō no shugotenshi (4)) - Aniołowie strzegący pragnień, część 5 (jap. 欲望の守護天使(5) Yokubō no shugotenshi (5)) - Aniołowie strzegący pragnień, część 6 (jap. 欲望の守護天使(6) Yokubō no shugotenshi (6)) - Złoty wiek, część 1 (jap. 黄金時代(1) Ōgon jidai (1)) |                      |                        |                  |                        |
| 4 | 26 lutego 1992       | ISBN 978-4-59-213577-7 | maj 2015         | ISBN 978-83-7471-454-9 |
| Lista rozdziałów - Złoty wiek, część 2 (jap. 黄金時代(2) Ōgon jidai (2)) - Złoty wiek, część 3 (jap. 黄金時代(3) Ōgon jidai (3)) - Złoty wiek, część 4 (jap. 黄金時代(4) Ōgon jidai (4)) - Złoty wiek, część 5 (jap. 黄金時代(5) Ōgon jidai (5)) - Złoty wiek, część 6 (jap. 黄金時代(6) Ōgon jidai (6)) |                      |                        |                  |                        |
| 5 | 29 marca 1993        | ISBN 978-4-59-213578-4 | sierpień 2015    | ISBN 978-83-7471-455-6 |
| Lista rozdziałów - Złoty wiek, część 7 (jap. 黄金時代(7) Ōgon jidai (7)) - Złoty wiek, część 8 (jap. 黄金時代(8) Ōgon jidai (8)) - 001. Podmuch ostrza (jap. 剣風 Kenpū) - 002. Nosferatu Zodd, część 1 (jap. 不死のゾッド(1) Nosuferatu no Zoddo (1)) - 003. Nosferatu Zodd, część 2 (jap. 不死のゾッド(2) Nosuferatu no Zoddo (2)) - 004. Nosferatu Zodd, część 3 (jap. 不死のゾッド(3) Nosuferatu no Zoddo (3)) - 005. Nosferatu Zodd, część 4 (jap. 不死のゾッド(4) Nosuferatu no Zoddo (4)) - 006. Pan własnego miecza, część 1 (jap. 剣の主(1) Tsurugi no aruji (1)) |                      |                        |                  |                        |
| 6 | 29 września 1993     | ISBN 978-4-59-213579-1 | listopad 2015    | ISBN 978-83-7471-456-3 |
| Lista rozdziałów - 007. Pan własnego miecza, część 2 (jap. 剣の主(2) Tsurugi no aruji (2)) - 008. Skrytobójca, część 1 (jap. 暗殺者(1) Ansatsusha (1)) - 009. Skrytobójca, część 2 (jap. 暗殺者(2) Ansatsusha (2)) - 010. Skrytobójca, część 3 (jap. 暗殺者(3) Ansatsusha (3)) - 011. Skrytobójca, część 4 (jap. 暗殺者(4) Ansatsusha (4)) - 012. To, co najważniejsze (jap. 貴きもの Tōtoki mono) - 013. Wymarsz (jap. 出陣 Shutsujin) - 014. Bitwa (jap. 合戦 Kasshen) - 015. Casca, część 1 (jap. キャスカ(1) Kyasuka (1)) - 016. Casca, część 2 (jap. キャスカ(2) Kyasuka (2)) |                      |                        |                  |                        |
| 7 | 29 marca 1994        | ISBN 978-4-59-213580-7 | styczeń 2016     | ISBN 978-83-7471-457-0 |
| Lista rozdziałów - 017. Casca, część 3 (jap. キャスカ(3) Kyasuka (3)) - 018. Walka o przetrwanie, część 1 (jap. 決死行(1) Kesshikō (1)) - 019. Walka o przetrwanie, część 2 (jap. 決死行(2) Kesshikō (2)) - 020. Walka o przetrwanie, część 3 (jap. 決死行(3) Kesshikō (3)) - 021. Powrót (jap. 生還 Seikan) - 022. Ognie, w których mieszkają marzenia (jap. 夢のかがり火 Yume no kagaribi) - 023. Oblężenie Doldrey, część 1 (jap. ドルドレイ攻略戦(1) Dorudorei kōryakusen (1)) - 024. Oblężenie Doldrey, część 2 (jap. ドルドレイ攻略戦(2) Dorudorei kōryakusen (2)) - 025. Oblężenie Doldrey, część 3 (jap. ドルドレイ攻略戦(3) Dorudorei kōryakusen (3)) - 026. Oblężenie Doldrey, część 4 (jap. ドルドレイ攻略戦(4) Dorudorei kōryakusen (4))  |                      |                        |                  |                        |
| 8 | 29 września 1994     | ISBN 978-4-59-213690-3 | marzec 2016      | ISBN 978-83-7471-458-7 |
| Lista rozdziałów - 027. Oblężenie Doldrey, część 5 (jap. ドルドレイ攻略戦(5) Dorudorei kōryakusen (5)) - 028. Oblężenie Doldrey, część 6 (jap. ドルドレイ攻略戦(6) Dorudorei kōryakusen (6)) - 029. Triumfalny powrót (jap. 凱旋 Gaisen) - 030. Moment chwały (jap. 栄光の瞬間 Eikō no toki) - 031. Nagrobek z płomieni, część 1 (jap. 炎の墓標(1) Honō no bohyō (1)) - 032. Nagrobek z płomieni, część 2 (jap. 炎の墓標(2) Honō no bohyō (2)) - 033. Pewnej zimowej nocy (jap. ある雪の夜に... Aru yuki no yoru ni...) - 034. Poranny wymarsz, część 1 (jap. 旅立ちの朝(1) Tabidachi no asa (1)) - 035. Poranny wymarsz, część 2 (jap. 旅立ちの朝(2) Tabidachi no asa (2)) - 036. Poranny wymarsz, część 3 (jap. 旅立ちの朝(3) Tabidachi no asa (3)) |                      |                        |                  |                        |
| 9 | 29 marca 1995        | ISBN 978-4-59-213691-0 | lipiec 2016      | ISBN 978-83-7471-459-4 |
| Lista rozdziałów - 037. Czaszkogłowy rycerz (jap. 髑髏の騎士 Dokuro no kishi) - 038. Początek bezkresnej nocy (jap. 果てしなき夜の始まり Hateshinaki yoru no hajimari) - 039. Upadły sokół (jap. 墜ちた鷹 Ochita taka) - 040. Kres marzeń (jap. 夢の終焉 Yume no shūen) - 041. Turniej (jap. 闘技会 Tōgikai) - 042. Uciekinierzy (jap. 逃亡者たち Tōbōsha-tachi) - 043. Wojownik (jap. 闘者 Tōsha) - 044. Towarzysze broni (jap. 戦友 Sen’yū) - 045. Wyznanie (jap. 告白 Kokuhaku) - 046. Rany, część 1 (jap. 傷(1) Kizu (1)) - 047. Rany, część 2 (jap. 傷(2) Kizu (2)) |                      |                        |                  |                        |
| 10 | 29 września 1995     | ISBN 978-4-59-213692-7 | październik 2016 | ISBN 978-83-7471-460-0 |
| Lista rozdziałów - 048. Iskry na ostrzu miecza (jap. 切っ先の火花 Kissaki no hibana) - 049. Przeniknięcie do Windham, część 1 (jap. ウィンダム潜入(1) Windamu sennyū) - 050. Przeniknięcie do Windham, część 2 (jap. ウィンダム潜入(2) Windamu sennyū) - 051. Wigilia, część 1 (jap. 前夜祭(1) Zen’yasai (1)) - 052. Wigilia, część 2 (jap. 前夜祭(2) Zen’yasai (2)) - 053. Tysiącletni grobowiec (jap. 千年封土 Sennen hōdo) - 054. Spotkanie w podziemiach (jap. 深淵の再会 Shin’en no saikai) - 055. Droga na powierzchnię (jap. 血路 Ketsuro) - 056. Baakiraka, część 1 (jap. バーキラカ(1) Bākiraka (1)) - 057. Baakiraka, część 2 (jap. バーキラカ(2) Bākiraka (2)) - 058. Kwiat w kamiennym zamku (jap. 石の王城の花 Ishi no shiro no hana)    |                      |                        |                  |                        |
| 11 | 29 marca 1996        | ISBN 978-4-59-213693-4 | styczeń 2017     | ISBN 978-83-7471-581-2 |
| Lista rozdziałów - 059. Psi demon, część 1 (jap. 魔犬(1) Maken (1)) - 060. Psi demon, część 2 (jap. 魔犬(2) Maken (2)) - 061. Psi demon, część 3 (jap. 魔犬(3) Maken (3)) - 062. Psi demon, część 4 (jap. 魔犬(4) Maken (4)) - 063. Ryk bestii (jap. 狂獣咆哮 Kyōjū hōkō) - 064. Rzeź w lesie (jap. 惨劇の森 Sangeki no mori) - 065. Walka na śmierć i życie, część 1 (jap. 死闘(1) Shitō (1)) - 066. Walka na śmierć i życie, część 2 (jap. 死闘(2) Shitō (2)) - 067. Ze zbroją na piersi (jap. 甲冑は胸に Yoroi wa mune ni) - 068. Przybysz z przestworzy (jap. 飛来者... Hiraisha...) - 069. Powrót Nosferatu Zodda (jap. 不死者再び Fushisha futatabi)                                                                                            |                      |                        |                  |                        |
| 12 | 27 września 1996     | ISBN 978-4-59-213694-1 | marzec 2017      | ISBN 978-83-7471-582-9 |
| Lista rozdziałów - 070. Wietrzne requiem (jap. 風の鎮魂歌 Kaze no rekuiemu) - 071. Zmierzch wojowników (jap. 黄昏の戦士達 Tasogare no senshi-tachi) - 072. Chłopiec z zaułka (jap. 路地裏の少年 Rojiura no shōnen) - 073. Zaćmienie (jap. 蝕 Shoku) - 074. Czas obiecany (jap. 約束の刻 Yakusoku no toki) - 075. Zstąpienie (jap. 降臨 Kōrin) - 076. Zastępy demonów (jap. 人外百鬼 Ningai hyakki) - 077. Zamek (jap. 城 Shiro) - 078. Rozstanie (jap. 決別 Ketsubetsu) - 079. Uczta (jap. 宴 Utage) |                      |                        |                  |                        |
| 13 | 27 marca 1997        | ISBN 978-4-59-213695-8 | lipiec 2017      | ISBN 978-83-7471-583-6 |
| Lista rozdziałów - 080. Burza śmierci, część 1 (jap. 死の嵐(1) Shi no arashi (1)) - 081. Burza śmierci, część 2 (jap. 死の嵐(2) Shi no arashi (2)) - 082. Bóg otchłani (jap. 深淵の神 Shin’en no kami) - 084. Świeża krew (jap. 鮮血 Senketsu) - 085. Ruchy prenatalne (jap. 胎動 Taidō) - 086. Narodziny (jap. 誕生 Tanjō) - 087. Obraz wypalony w prawym oku (jap. 右目の残照 Migime no zanshō) - 088. Ucieczka (jap. 脱出 Dasshutsu) - 089. Przebudzenie do koszmaru (jap. 悪夢にめざめて Akumu ni mezamete) - 090. Szaleńczy pęd (jap. 疾走 Shissō) - 091. Przysięga zemsty (jap. 反撃の誓い Hangeki no chikai) |                      |                        |                  |                        |
| 14 | 29 września 1997     | ISBN 978-4-59-213696-5 | wrzesień 2017    | ISBN 978-83-7471-584-3 |
| Lista rozdziałów - 092. Dziecię ciemności (jap. 幼魔 Yōma) - 093. Uzbrojenie (jap. 武装 Busō) - 094. Ten, który poluje na smoki (jap. ドラゴンを狩る者 Doragon o karumono) - 095. Powrót Czarnego Szermierza (jap. 黒い剣士、再び Kuroi kenshi, futatabi) - 096. Elfy z doliny mgieł (jap. 霧の谷の妖精 Kiri no tani no yōsei) - 097. Jill (jap. ジル Jiru) - 098. Przylot (jap. 飛来 Hirai) - 099. Elfie szkodniki (jap. 妖虫 Yōchū) |                      |                        |                  |                        |
| 15 | 29 stycznia 1998     | ISBN 978-4-59-213697-2 | grudzień 2017    | ISBN 978-83-7471-585-0 |
| Lista rozdziałów - 100. Królowa (jap. 女王 Kuīnu) - 101. Błędne ogniki (jap. 鬼火 Onibi) - 102. Czerwonooki Peekaf (jap. 赤い目のピーカフ Akai me no Pīkafu) - 103. Dziewczyna ze wspomnień (jap. 追憶の少女 Tsuioku no shōjo) - 104. Świat skrzydlatych istot (jap. 羽あるものの世界 Hanearu mono no sekai) - 105. Strażnicy, część 1 (jap. 守護者(1) Gādian (1)) - 106. Strażnicy, część 2 (jap. 守護者(2) Gādian (2)) - 107. Pościg (jap. 追跡者 Tsuisekisha) - 108. Dolina mgieł, część 1 (jap. 霧の谷(1) Kiri no tani (1)) - 109. Dolina mgieł, część 2 (jap. 霧の谷(2) Kiri no tani (2)) - 110. Kokony (jap. 繭 Mayu) |                      |                        |                  |                        |
| 16 | 26 sierpnia 1998     | ISBN 978-4-59-213698-9 | marzec 2018      | ISBN 978-83-7471-586-7 |
| Lista rozdziałów - 111. Potwór (jap. 怪物 Kaibutsu) - 112. Skrzydlaty demon (jap. 空魔 Kūma) - 113. Nocne niebo we krwi (jap. 鮮血の夜空 Senketsu no yozora) - 114. Pomiędzy człowiekiem a demonem (jap. 魔と人の狭間 Ma to hito no hazama) - 115. Świetliki (jap. 蛍 Hotaru) - 116. Droga do domu (jap. 家路 Ieji) - 117. Elf na błękitnym niebie (jap. 青空の妖精 Sora no yōsei) - 118. Bestia ciemności (jap. 闇の獣 Yami no kedamono) - 119. Rycerze świętego łańcucha, część 1 (jap. 聖鉄鎖騎士団(1) Seitessa kishi-dan (1)) - 120. Rycerze świętego łańcucha, część 2 (jap. 聖鉄鎖騎士団(2) Seitessa kishi-dan (2)) - 121. Pusta figura (jap. 空洞の偶像 Kūdō no gūzō)                                                                          |                      |                        |                  |                        |
| 17 | 29 marca 1999        | ISBN 978-4-59-213699-6 | maj 2018         | ISBN 978-83-7471-587-4 |
| Lista rozdziałów - 122. Ta, która nie widzi (jap. 見ざる者 Mizarumono) - 123. Noc cudów (jap. 奇跡の夜 Kiseki no yoru) - 124. Powracające wspomnienia (jap. 去来 Kyorai) - 125. Poranek prawdy (jap. 真実の朝 Shinjitsu no asa) - 126. Objawienie, część 1 (jap. 啓示(1) Keiji (1)) - 127. Objawienie, część 2 (jap. 啓示(2) Keiji (2)) - 128. Objawienie, część 3 (jap. 啓示(3) Keiji (3)) - 129. Wyszczerbiony miecz (jap. 刃の亀裂 Yaiba no kiretsu) - 130. Tlący się płomień (jap. かよわき炎 Kayowaki honō) - 131. Do świętego miejsca, część 1 (jap. 聖地へ Seichi e (1)) - 132. Do świętego miejsca, część 2 (jap. 聖地へ Seichi e (2)) |                      |                        |                  |                        |
| 18 | 1 października 1999  | ISBN 978-4-59-213716-0 | lipiec 2018      | ISBN 978-83-7471-588-1 |
| Lista rozdziałów - 133. Kushańscy zwiadowcy, część 1 (jap. クシャーン斥候(1) Kushān sekkō (1)) - 134. Kushańscy zwiadowcy, część 2 (jap. クシャーン斥候(2) Kushān sekkō (2)) - 135. Wieża cienia, część 1 (jap. 影の塔(1) Kage no tō (1)) - 136. Wieża cienia, część 2 (jap. 影の塔(2) Kage no tō (2)) - 137. Dzieci cienia (jap. 影の子ら Kage no kora) - 138. Ślepa wiara (jap. 猛信者 Mōshinja) - 139. W podziemiach świętego miejsca (jap. 聖地のはらわた Seichi no harawata) - 140. Wiedźma (jap. 魔女 Majo) - 141. Droga potworów, część 1 (jap. 怪道(1) Kaidō (1)) - 142. Droga potworów, część 2 (jap. 怪道(2) Kaidō (2)) - 143. Słup ognia (jap. 炎の柱 Honō no hashira)                                                                     |                      |                        |                  |                        |
| 19 | 29 marca 2000        | ISBN 978-4-59-213717-7 | listopad 2018    | ISBN 978-83-7471-589-8 |
| Lista rozdziałów - 144. Czarny Szermierz w świętym miejscu (jap. 聖地の黒い剣士 Seichi no kuroi kenshi) - 145. Ślepy pęd (jap. 迷走 Meisō) - 146. Chłopak z ambicjami (jap. 野望少年 Yabō shōnen) - 147. Siedlisko ciemności (jap. 魔窟 Makutsu) - 148. Ponowne spotkanie (jap. 再会 Saikai) - 149. Zasadzka (jap. 伏兵 Fukuhei) - 150. Klif (jap. 断崖 Dangai) - 151. Uwięzione (jap. 虜囚 Ryoshū) - 152. Żelazna dziewica (jap. 鉄の処女 Tetsu no shōjo) - 153. Krew umarłych, część 1 (jap. 亡者の血流(1) Mōja no ketsuryū (1)) - 154. Krew umarłych, część 2 (jap. 亡者の血流(2) Mōja no ketsuryū (2)) |                      |                        |                  |                        |
| 20 | 27 października 2000 | ISBN 978-4-59-213718-4 | styczeń 2019     | ISBN 978-83-7471-760-1 |
| Lista rozdziałów - 155. Pajęcza nić (jap. 蜘蛛の糸 Kumo no ito) - 156. Ci, którzy tańczą na szczycie i ci, którzy pełzają na dnie (jap. 頂に舞うもの底に這うもの Itadaki ni maumono soko ni haumono) - 157. Hell’s Angels (jap. ヘルス·エンジェルス Herusu enjerusu) - 158. Bezimienny człowiek na dnie (jap. 底の底の知られぬ者 Soko no soko no shirarenu mono) - 159. Ci, którzy drżą ze strachu (jap. 脅えし者 Obieshimono) - 160. Omeny (jap. 兆し Kizashi) - 161. Męczennik (jap. 殉教 Junkyō) - 162. Zawahanie (jap. 崩壊 Hōkai) - 163. Cień idei, część 1 (jap. イデアの影(1) Idea no kage (1)) - 164. Cień idei, część 2 (jap. イデアの影(2) Idea no kage (2)) - 165. Cień idei, część 3 (jap. イデアの影(3) Idea no kage (3))                |                      |                        |                  |                        |
| 21 | 29 maja 2001         | ISBN 978-4-59-213719-1 | marzec 2019      | ISBN 978-83-7471-761-8 |
| Lista rozdziałów - 166. Ryba wyskakująca nad powierzchnię wody (jap. 跳魚 Hane uo) - 167. Potworny kapłan, część 1 (jap. 怪僧(1) Kaisō (1)) - 168. Potworny kapłan, część 2 (jap. 怪僧(2) Kaisō (2)) - 169. Ten, którzy wierzy i ten, który się zmaga (jap. 縋る者もがく者 Sugaru mono mogaku mono) - 170. Fala ciemności, część 1 (jap. 闇の津波(1) Yami no tsunami (1)) - 171. Fala ciemności, część 2 (jap. 闇の津波(2) Yami no tsunami (2)) - 172. Zjednoczeni w krzyku (jap. 共鳴 Kyōmei) - 173. Gdy runą niebiosa (jap. 天墜つ Ten otsu) - 174. Świt (jap. 暁 Akatsuki) - 175. Przybycie (jap. 出現 Shutsugen) - 176. Decyzja i początek podróży (jap. 決意と旅立ち Ketsui to tabidachi)                                                        |                      |                        |                  |                        |
| 22 | 19 grudnia 2001      | ISBN 978-4-59-213720-7 | maj 2019         | ISBN 978-83-7471-762-5 |
| Lista rozdziałów - 177. Rozrywający się świat (jap. ほころぶ世界 Hokorabu sekai) - 178. Spotkanie na wzgórzu mieczy (jap. 剣の丘の再会 Ken no oka no saikai) - 179. Potworny Szermierz kontra Czarny Szermierz (jap. 獣剣士対黒い剣士 Kedamono kenshi tai kuroi kenshi) - 180. Nic się nie zmieniło (jap. 不変 Fuhen) - 181. Preludium wojny (jap. 戦記の序章 Senki no joshō) - 182. Inwazja Kushan (jap. クシャーン猛襲 Kushān mōshū) - 183. Wichura okrzyków bojowych, część 1 (jap. 鬨の風(1) Toki no kaze (1)) - 184. Wichura okrzyków bojowych, część 2 (jap. 鬨の風(2) Toki no kaze (2)) - 185. Śnieg i płomień, część 1 (jap. 雪と炎と/前篇 Yuki to honō to/zenpen) - 186. Śnieg i płomień, część 2 (jap. 雪と炎と/後篇 Yuki to honō to/kōhen) |                      |                        |                  |                        |
| 23 | 28 czerwca 2002      | ISBN 978-4-59-213721-4 | sierpień 2019    | ISBN 978-83-7471-763-2 |
| Lista rozdziałów - 187. Zimowa podróż, część 1 (jap. 冬の旅路(1) Fuyu no tabiji (1)) - 188. Zimowa podróż, część 2 (jap. 冬の旅路(2) Fuyu no tabiji (2)) - 189. Stracony czas (jap. こぼれた時間 Koboreta toki) - 190. Ego szczerzące kły (jap. 我牙 Gaki) - 191. Ponowne spotkanie na pustkowiu (jap. 荒れ野の再会 Areno no saikai) - 192. Demony wojny (jap. 戦魔 Senma) - 193. Chorągwie ze skrzydlatym mieczem (jap. 飛剣の御旗 Hiken no ohata) - 194. Skrzydła ze światła i ciemności (jap. 光と闇の翼 Hikari to yami no tsubasa) - 195. Noc spadających gwiazd (jap. 星降る夜 Hoshi furu yoru) - 196. Jak niemowlę (jap. 嬰児の如く Midorigo no gotoku)                                                                                         |                      |                        |                  |                        |
| 24 | 19 grudnia 2002      | ISBN 978-4-59-213722-1 | październik 2019 | ISBN 978-83-7471-764-9 |
| Lista rozdziałów - 197. Troll (jap. 獣鬼 Torōru) - 198. Wiedźma (jap. 魔女 Majo) - 199. Rezydencja duchowego drzewa, część 1 (jap. 霊樹の館(1) Reiju no kan (1)) - 200. Rezydencja duchowego drzewa, część 2 (jap. 霊樹の館(2) Reiju no kan (2)) - 201. Świat duchów (jap. 幽界 Kakuriyo) - 202. Magiczny kamień (jap. 魔石 Maseki) - 203. Żywiołaki (jap. 元素霊 Erementaru) - 204. Enoch (jap. イーノック村 Īnokku mura) - 205. Ambicje i wspomnienia (jap. 野望と追憶 Yabō to tsuioku) - 206. Atak trolli (jap. 獣鬼襲来 Torōru shūrai) |                      |                        |                  |                        |
| 25 | 27 czerwca 2003      | ISBN 978-4-59-213723-8 | luty 2020        | ISBN 978-83-7471-765-6 |
| Lista rozdziałów - 207. Magiczny miecz (jap. 魔法の剣 Mahō no ken) - 208. Zwierciadło grzechu (jap. 罪の鏡 Tsumi no kagami) - 209. Magia (jap. 魔術 Majikku) - 210. Sztuka inkantacji (jap. 祈りの奥義 Inori no ōgi) - 211. Potworna horda, część 1 (jap. 魔群(1) Magun (1)) - 212. Potworna horda, część 2 (jap. 魔群(2) Magun (2)) - 213. Rwący nurt (jap. 激流 Gekiryū) - 214. Szamanka (jap. シャーマン Shāman) - 215. Klifot (jap. 闇 Kurifoto) - 216. Skalanie (jap. 汚濁 Odaku) |                      |                        |                  |                        |
| 26 | 19 grudnia 2003      | ISBN 978-4-59-213724-5 | kwiecień 2020    | ISBN 978-83-7471-766-3 |
| Lista rozdziałów - 217. Kara (jap. 報い Mukui) - 218. Wybawienie (jap. 報い Sukui) - 219. Nad brzegiem zaświatów (jap. 黄泉のほとり Yomi no hotori) - 220. Wszeteczna księżniczka macicznego morza wnętrzności (jap. 胎海の娼姫 Harawada no shōki) - 221. Towarzysze broni (jap. 道連 Nakama) - 222. Ślady pazurów (jap. 爪痕 Tsumeato) - 223. W płomieniach, część 1 (jap. 炎上(1) Enjō (1)) - 224. W płomieniach, część 2 (jap. 炎上(2) Enjō (2)) - 225. Zbroja szalonego wojownika, część 1 (jap. 狂戦士の甲冑(1) Kyō senshi no kacchū (1)) - 226. Zbroja szalonego wojownika, część 2 (jap. 狂戦士の甲冑(2) Kyō senshi no kacchū (2)) |                      |                        |                  |                        |
| 27 | 29 lipca 2004        | ISBN 978-4-59-213725-2 | maj 2020         | ISBN 978-83-7471-767-0 |
| Lista rozdziałów - 227. Płomienny smok (jap. 火竜 Hiryū) - 228. Na dnie płomieni (jap. 業火の底 Gōka no soko) - 229. Rozstanie w płomieniach (jap. 炎の旅立ち Honō no tabidachi) - 230. Miasto potworów (jap. 魔城 Majō) - 231. Upiorny cesarz (jap. 恐帝 Kyōtei) - 232. Daka (jap. 鬼兵 Dāka)) - 233. Potworny rycerz (jap. 魔騎士 Makishi) - 234. Bóg potworów (jap. 魔神 Majin) - 235. Przebudzenie śpiącej królewny (jap. 眠り姫の目覚め Nemuri-hime no mezame) - 236. Szum fal (jap. 潮騒 Shiosai) |                      |                        |                  |                        |
| 28 | 28 lutego 2005       | ISBN 978-4-59-213726-9 | wrzesień 2020    | ISBN 978-83-7471-768-7 |
| Lista rozdziałów - 237. Ostrzeżenie (jap. 告げられし兆し Tsugerareshi kizashi) - 238. Chłopiec w blasku księżyca (jap. 月下の少年 Gekka no shōnen) - 239. Chowańce (jap. 使い魔 Tsukaima) - 240. Złowroga mgła (jap. 怪霧 Kaikiri) - 241. Masakra (jap. 怪霧 Makara) - 242. Ryk morza (jap. 海鳴り Uminari) - 243. Jnanin (jap. 超者 Jan Ānin) - 244. Baza morska (jap. 鎮守府 Chinjūfu) - 245. Miasto ludzi (jap. 人間の都市 Hito no machi) - 246. Kania i sowa na pomoście (jap. 桟橋のトンビとフクロウ Sanbashi no tonbi to fukurō) |                      |                        |                  |                        |
| 29 | 29 września 2005     | ISBN 978-4-59-213727-6 | grudzień 2020    | ISBN 978-83-7471-769-4 |
| Lista rozdziałów - 247. Rozlew krwi (jap. 刃傷 Ninjō) - 248. Wojownik (jap. 武者 Musha) - 249. Skromna wieczerza (jap. ささやかな晩餐 Sasayaka na bansan) - 250. Powórt do gniazda (jap. 帰巣 Kisō) - 251. Vandimion (jap. ヴァンディミオン Vandimion) - 252. W ogrodzie (jap. 庭園にて Teien nite) - 253. Dziko rosnąca biała lilia (jap. 野の白百合 No no shirayuri) - 254. Matka (jap. 母 Haha) - 255. Bal (jap. 舞踏会 Butōkai) - 256. Pośród filarów (jap. 列柱の間 Rechū no aida) |                      |                        |                  |                        |
| 30 | 29 marca 2006        | ISBN 978-4-59-213728-3 | marzec 2021      | ISBN 978-83-7471-770-0 |
| Lista rozdziałów - 257. Pojedynek (jap. 決闘 Duel) - 258. Suzeren kurii (jap. 教圏の宗主 Kyōken no sōsha) - 259. Potworny tygrys (jap. 妖虎 Yōko) - 260. Wtargnięcie (jap. 乱入 Rannyū) - 261. Zardzewiała klatka dla ptaków (jap. 錆びた鳥籠 Sabita torikago) - 262. Wypowiedzenie wojny (jap. 宣戦布告 Sensen fukoku) - 263. Atak magicznych bestii (jap. 妖獣侵攻 Yōjū shinkō) - 264. Objawienie (jap. 天啓 Tenkei) - 265. Miasto magicznych bestii, część 1 (jap. 妖獣都市(1) Yōjū toshi (1)) - 266. Miasto magicznych bestii, część 2 (jap. 妖獣都市(2) Yōjū toshi (2)) |                      |                        |                  |                        |
| 31 | 29 września 2006     | ISBN 978-4-59-214431-1 | czerwiec 2021    | ISBN 978-83-7471-971-1 |
| Lista rozdziałów - 267. Zatoka w ogniu (jap. 灼熱湾 Shakunetsu wan) - 268. Koło płomieni (jap. 火炎輪 Blaze Rod) - 269. Bestia z mieczem (jap. 剣獣 Kenjū) - 270. Paramarisha Sen’an’i (jap. 仙将 Paramarishia Sen’ān’ī) - 271. Wschodnia magia (jap. 東方魔術 Tōhō majutsu) - 272. Ten, który się wije (jap. 塒巻く者 Toguro makumono) - 273. Eksplodujący płomień (jap. 爆炎 Bakuen) - 274. Cesarz piorunów (jap. 雷帝 Raitei) - 275. Atak armii ciemności (jap. 魔軍襲来 Magun shūrai) - 276. Gromadzące się chmury (jap. 叢雲 Murakumo) |                      |                        |                  |                        |
| 32 | 29 listopada 2007    | ISBN 978-4-59-214432-8 | wrzesień 2021    | ISBN 978-83-7471-972-8 |
| Lista rozdziałów - 277. Ludzki pocisk (jap. 肉弾 Nikudan) - 278. Wyjście w morze (jap. 船出 Funade) - 279. Wielka inwazja, część 1 (jap. 大侵攻(1) Daishinkō (1)) - 280. Wielka inwazja, część 2 (jap. 大侵攻(2) Daishinkō (2)) - 281. Przylot (jap. 飛来 Hirai) - 282. Rozerwany szyk (jap. 裂ける戦場 Sakeru senjō) - 283. Podmuch wiatru (jap. 風巻 Shimaki) - 284. Regularna armia Midland (jap. ミッドランド正規軍 Middorando taikigun) - 285. Bohater (jap. 英雄 Eiyū) - 286. Na pokładzie (jap. 船上にて Senjō nite) |                      |                        |                  |                        |
| 33 | 24 października 2008 | ISBN 978-4-59-214433-5 | styczeń 2022     | ISBN 978-83-7471-973-5 |
| Lista rozdziałów - 287. Jak woda przeciekająca przez palce (jap. 水泡 Suibō) - 288. Bitwa morska, część 1 (jap. 海戦(1) Kaisen (1)) - 289. Bitwa morska, część 2 (jap. 海戦(2) Kaisen (2)) - 290. Skowyt z głebi mroku (jap. 闇からの咆哮 Yami kara no hōkō) - 291. Proroczy sen (jap. 予知夢 Yochimu) - 292. Mgła śmierci (jap. 死の霧 Shi no kiri) - 293. Cisza w ciemności (jap. 静寂なる闇 Seijaku naru yami) - 294. Exodus (jap. エクソダス Ekusodasu) - 295. Śiwa (jap. 末神 Matsukami) - 296. Ryk niebios (jap. 轟天 Goten) |                      |                        |                  |                        |
| 34 | 25 września 2009     | ISBN 978-4-592-14434-2 | kwiecień 2022    | ISBN 978-83-7471-974-2 |
| Lista rozdziałów - 297. Ogromny, ślepy bóg (jap. 盲目の巨神 Mōmoku no kyoshin) - 298. Uwolnić demony (jap. 放魔 Hōma) - 299. Nieludzie na polu bitwy (jap. 人外の戦場 Jingai no senjō) - 300. Kapłanka sokoła (jap. 鷹の巫女 Taka no miko) - 301. Chaos (jap. 混沌 Konton) - 302. Lot (jap. 飛翔 Hishō) - 303. Światło padające od tyłu (jap. 逆光 Gyakkō) - 304. Szczelina (jap. 亀裂 Kiretsu) - 305. Początek (jap. 開闢 Kaibyaku) - 306. Fantasia – świat urzeczywistnionych wizji (jap. 幻造世界 Fantajia) |                      |                        |                  |                        |
| 35 | 29 września 2010     | ISBN 978-4-592-14435-9 | lipiec 2022      | ISBN 978-83-7471-975-9 |
| Lista rozdziałów - 307. Falconia (jap. ファルコニア Farukonia) - 308. Statek widmo, część 1 (jap. 幽霊船(1) Yūreisen (1)) - 309. Statek widmo, część 2 (jap. 幽霊船(2) Yūreisen (2)) - 310. Statek widmo, część 3 (jap. 幽霊船(3) Yūreisen (3)) - 311. Samotna wyspa (jap. 孤島 Kotō) - 312. Dziewczyna pośród ryczącego nurtu (jap. 鳴る瀬ろの娘 Narusero no musume) - 313. Mieszkańcy złowieszczego morza (jap. 禍海の者共 Magawada no monodomo) - 314. Ludzie-macki (jap. 人触手 Hito shokusha) - 315. Mackowy statek (jap. 触手船 Shokusha fune) |                      |                        |                  |                        |
| 36 | 23 września 2011     | ISBN 978-4-592-14436-6 | październik 2022 | ISBN 978-83-7471-976-6 |
| Lista rozdziałów - 316. Pełnia, część 1 (jap. 満月(1) Mangetsu (1)) - 317. Pełnia, część 2 (jap. 満月(2) Mangetsu (2)) - 318. Wojownik-bestia (jap. 獣士 Kedamono) - 319. Bóg mórz, część 1 (jap. 海の神(1) Umi no kami (1)) - 320. Bóg mórz, część 2 (jap. 海の神(2) Umi no kami (2)) - 321. Bóg mórz, część 3 (jap. 海の神(3) Umi no kami (3)) - 322. Bicie serca (jap. 震臓 Shinzō) - 323. Głos z głębin (jap. 深き呼び声 Fukaki yobigoe) - 324. Syreny, część 1 (jap. 人魚(1) Merō (1)) |                      |                        |                  |                        |
| 37 | 29 marca 2013        | ISBN 978-4-592-14437-3 | luty 2023        | ISBN 978-83-7471-977-3 |
| Lista rozdziałów - 325. Syreny, część 2 (jap. 人魚(2) Merō (2)) - 326. Syreni śpiew (jap. 声連 Seiren) - 327. Powrót na powierzchnię (jap. 浮上 Fujō) - 328. Spadająca gwiazda (jap. 流星 Ryūsei) - 329. Wiosenne kwiaty dawnych dni, część 1 (jap. 遠い日の春花(1) Tōi hi no shunka (1)) - 330. Wiosenne kwiaty dawnych dni, część 2 (jap. 遠い日の春花(2) Tōi hi no shunka (2)) - 331. Wiosenne kwiaty dawnych dni, część 3 (jap. 遠い日の春花(3) Tōi hi no shunka (3)) - 332. Wóz (jap. 幌馬車 Horobasha) - 333. Raj (jap. 楽土 Paradaisu) |                      |                        |                  |                        |
| 38 | 24 czerwca 2016      | ISBN 978-4-592-14438-0 | czerwiec 2023    | ISBN 978-83-7471-978-0 |
| Lista rozdziałów - 334. Stolica ludzi (jap. 人の都 Hito no miyako) - 335. Boski mandat (jap. 王權神授 Ōken shinju) - 336. Sala tysiąca demonów (jap. 万魔殿 Ban-maden) - 337. Rozstanie na moście (jap. 別離の橋 Betsuri no hashi) - 338. Skrytobójca o zmierzchu (jap. 夕闇の死客 Yūyami no shikaku) - 339. Stolica w blasku księżyca (jap. 月下の王都 Gekka no ōto) - 340. Walka w mroku (jap. 暗闘 Antō) - 341. Odlot (jap. 逃飛翔 Tō hishō) - 342. Przybicie do brzegu (jap. 上陸 Jōriku) |                      |                        |                  |                        |
| 39 | 23 czerwca 2017      | ISBN 978-4-592-14439-7 | lipiec 2023      | ISBN 978-83-7471-979-7 |
| Lista rozdziałów - 343. Płonąca kukła (jap. 炎の人形 Honō no ningyō) - 344. Osada magów (jap. 魔女の村 Majo no mura) - 345. Arcymagowie (jap. 大導師 Daidōshi) - 346. Elfhelm (jap. 妖精郷 Erufuherumu) - 347. Monarcha kwiecistych burz (jap. 花吹雪く王 Hana fubuku ō) - 348. Pogrążone w półmroku pustkowie (jap. 薄闇の荒野 Usukuragari no kōya) - 349. Korytarz snów (jap. 夢の回廊 Yume no kairō) - 350. Fragmenty wspomnień (jap. 記憶の欠片 Kioku no kakera) |                      |                        |                  |                        |
| 40 | 28 września 2018     | ISBN 978-4-592-14440-3 | listopad 2023    | ISBN 978-83-7471-980-3 |
| Lista rozdziałów - 351. Las zwłok i kolczastych cyprysów (jap. 屍と針杉の森 Shikabane to harisugi no mori) - 352. Sprawcy (jap. 元凶 Genkyō) - 353. Ostatni fragment (jap. 最後の欠片 Saigo no kakera) - 354. Przebudzenie (jap. 覚醒 Mezame) - 355. W promieniach słońca pod drzewem (jap. 木漏れ日の下で Komorebi no shita de) - 356. Jotunowie (jap. 巨人 Yotun) - 357. Triumfalny powrót o świcie (jap. 有明の凱旋 Ariake no gaisen) |                      |                        |                  |                        |
| 41 | 24 grudnia 2021      | ISBN 978-4-592-16691-7 | marzec 2024      | ISBN 978-83-8264-361-9 |
| Lista rozdziałów - 358. Świt imperium (jap. 帝国の黎明 Teikoku no reimei) - 359. Bariera (jap. 障壁 Shōheki) - 360. Wiśniowy ogród (jap. 桜の園 Sakura no sono) - 361. Dolina (jap. 渓谷 Keikoku) - 362. Wizja śmierci (jap. 幻死 Genshi) - 363. Małpy skaczą niedościgle (jap. 跳猿 Chōen) - 364. Łzy niczym krople rosy (jap. 朝露の涙 Asatsuyu no namida) |                      |                        |                  |                        |
| 42 | 29 września 2023     | ISBN 978-4-592-16692-4 | marzec 2025      | ISBN 978-83-8264-362-6 |
| Lista rozdziałów - 365. Cisza po pełni (jap. 十六夜のしじま Izayoi no shijima) - 366. W centrum szalonego wiru (jap. 潮流の目 Maerusutoromu no me) - 367. Rozproszone płatki wiśni znikające niczym mgła (jap. 桜散霧消 Ōsanmushō) - 368. Pożeracze (jap. 蝕む者たち Mushibamu monotachi) - 369. Przemijająca wyspa (jap. 泡沫の孤島 Utakata no kotō) - 370. Uchodźcy z zachodniego morza (jap. 西海の流民 Saikai kara no nanmin) - 371. Światło gasnące w mroku (jap. 狭き暗夜に消ゆる灯火 Semaki an’ya ni shō yuru tomoshibi) - 372. Czerwony kruk śpiący w klatce (jap. 赤いカラスは鳥かごで眠る Akai Karasu wa Torikago de Nemurui) - 373. Zardzewiałe okowy (jap. 歩みかなわぬ錆びた鉄輪 Ayumi kanawanu sabita tetsurin)                         |                      |                        |                  |                        |